# 30 Minuten oder weniger
30 Minuten oder weniger (Originaltitel: 30 Minutes or Less) ist eine US-amerikanische Komödie aus dem Jahr 2011 mit Jesse Eisenberg und Aziz Ansari in den Hauptrollen. Der Film lief am 24. November 2011 in den deutschen Kinos an. Der Film wurde von Columbia Pictures produziert und in Deutschland von Sony verliehen.

## Handlung
Der jugendliche Nick arbeitet in einer Kleinstadt als Pizza-Lieferant. Sein waghalsiger Fahrstil macht die Auslieferung in „30 Minuten oder weniger“, die der Pizzaservice seinen Kunden verspricht, überhaupt erst möglich. Nicks bester Freund Chet, indischer Abstammung, kündigt ihm entsetzt die Freundschaft, als Nick ihm erzählt, dass er vor acht Jahren mit Chets Zwillingsschwester Kate geschlafen hat.
Im selben Ort wohnen auch die zwei Versager Dwayne und Travis. Da Dwaynes Vater, der vor Jahren 10 Millionen US-Dollar in der Lotterie gewonnen hat, seinen Sohn wie einen Taugenichts behandelt, planen beide einen Mord an ihm, um an das millionenschwere Erbe zu kommen. Der Auftragskiller Chango verlangt dafür 100.000 US-Dollar. Um dieses Geld zu besorgen, überwältigen sie Nick, legen ihm eine Sprengstoffweste an und geben ihm zehn Stunden Zeit, 100.000 US-Dollar zu erbeuten. Nick bittet Chet um Hilfe, die der ihm unter der Bedingung gewährt, dass er Kate nie mehr wiedersieht. Doch bevor Nick seinen Job kündigt, besucht er Kate, um ihr zu sagen, dass er sie liebt.
Chet und Nick stehlen dann dilettantisch einen Fluchtwagen und überfallen die örtliche Bank, wobei einige Pannen passieren: aus einer weggeworfenen Pistole löst sich ein Schuss und trifft einen Kunden ins Bein; als Nick ihm als Wiedergutmachung ein Bündel Scheine anbietet, explodiert eine Farbbombe, so dass ein zweiter Beutel zusammengestellt werden muss. Der eintreffenden Polizei entkommen sie nach einer absurden Verfolgungsjagd.
Als Nick das Geld direkt an Chango übergeben will, stellt sich heraus, dass dieser nichts von einem Deaktivierungscode für die Sprengstoffweste weiß – Dwayne will Nick auf keinen Fall am Leben lassen. Nick entreißt ihm das Geld wieder und fährt damit davon. Wutentbrannt kündigt Chango Dwayne an, er selbst sei nun das Ziel. Als er ihn zu Hause nicht antrifft, erfüllt er seinen Auftrag und schießt Dwaynes Vater in den Bauch.
Um Nick, der das Spiel durchschaut hat, zur Geldübergabe zu zwingen, entführen Dwayne und Travis Kate, deren Wohnort sie von Nicks Abschiedsbesuch kennen. Beim Übergabetermin wird die  Sprengstoffweste deaktiviert und das Geld gegen Kate getauscht. Doch dann erscheint Chango und schießt auf Dwayne und Travis, wird aber von Travis mit einem Flammenwerfer getötet. In dem ganzen Durcheinander schnappt sich Nick das Geld und flüchtet zusammen mit Chet und Kate; Dwayne verfolgt sie, doch Nick hat in seinem Wagen eine weitere Bombe platziert, die bei der Verfolgungsjagd hochgeht.
Als Chet im Auto ein Geldbündel aus dem Beutel zieht, explodiert eine weitere Farbbombe in sein Gesicht.

## Kritiken
„Ebenso einfalls- wie seelenlose Krimikomödie, die an schlecht gezeichneten Figuren und der allzu dürftigen Handlung scheitert.“

„30 Minuten oder weniger lebt vor allem von dreckigen Witzen und dümmlichen Figuren, die von einer peinlichen Situation zur nächsten stolpern. Keine sexuelle Anspielung ist dem Film zu zotig, darin besteht gewissermaßen auch sein Charme. Und doch ist Fleischer diesmal nicht mehr gelungen als eine etwas lahme Actionkomödie mit ein paar humoristischen Glanzlichtern.“

## Hintergrund
Seit seinem Kinostart am 12. August 2011 spielte der Film bei einem geschätzten Produktionsbudget von 28 Mio. US-Dollar weltweit über 40 Mio. US-Dollar an den Kinokassen wieder ein.
Es gibt Parallelen zu dem realen Banküberfall, welcher auch als Pizza-Bomber-Fall bekannt ist und den der Pizzabote Brian Wells 2003 verübte.